# Bastion le Roi
Bastion le Roi is een historisch gebouw in de binnenstad van Den Haag, op de hoek van de Hooftskade en de Koningstraat, nabij de Boekhorstbrug waar het Oude Centrum, de Stationsbuurt en de Schilderswijk samenkomen. Het gebouw staat daarmee ook langs de grens (gemarkeerd door de Zuid Singelsgracht die hier langs de Hooftskade stroomt) tussen de middeleeuwse stad en de stadsuitbreiding richting station Hollands Spoor die vanaf het midden van 19de eeuw naar aanleiding van de komst van de spoorwegen van hieruit ontwikkeld werd.

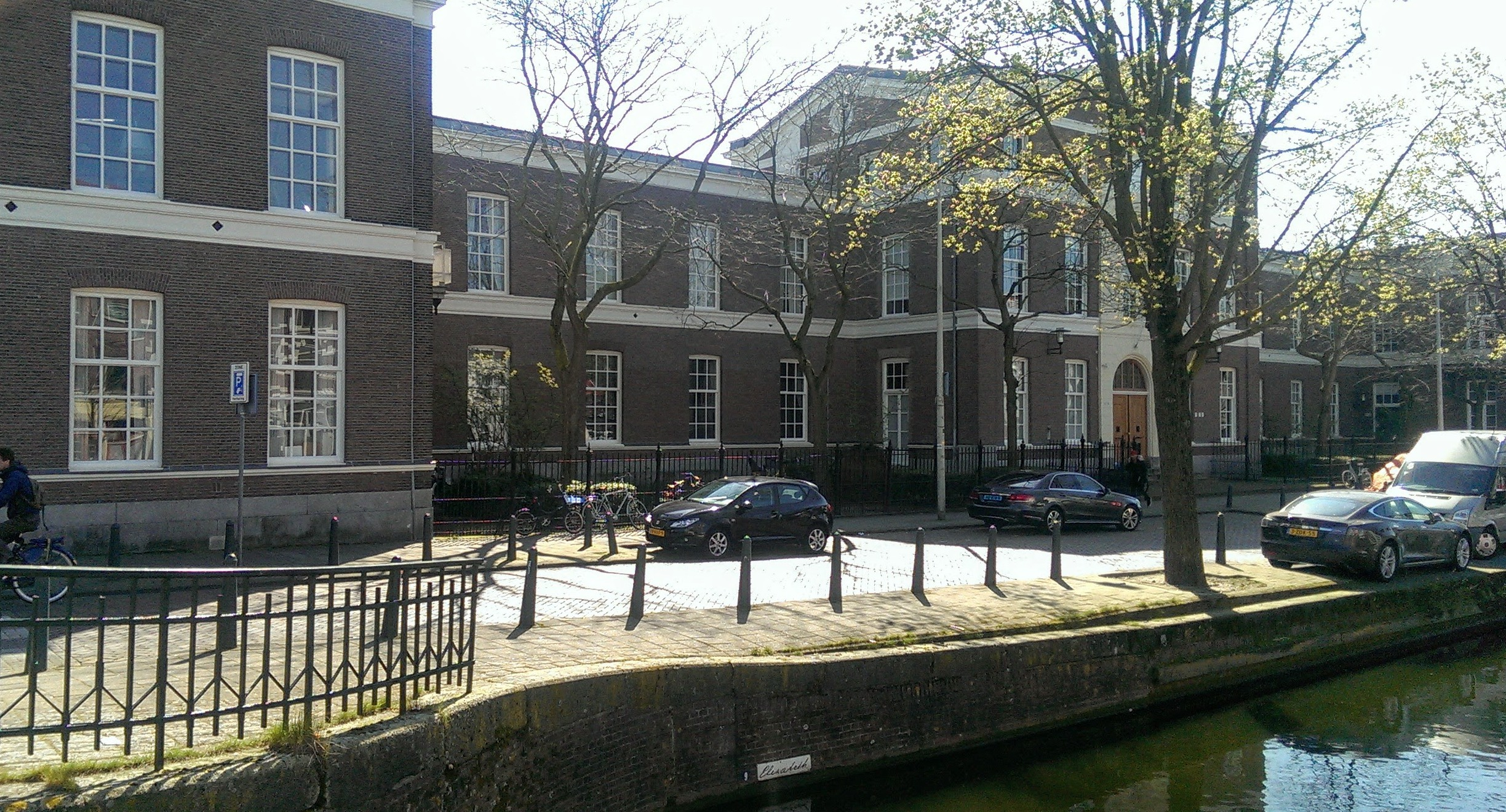
Vooraanzicht Bastion le Roi langs de Hooftskade en de Zuid Singelsgracht

Anders dan de naam doet vermoeden heeft het Bastion le Roi nimmer een militaire functie gehad en kent evenmin enige band met het koninklijk huis of de koninklijke familie, of het moet zijn dat het toevallig aan de Koningstraat (genoemd naar Koning Willem III) is gelegen.
Het pand kreeg in 1993 de status van rijksmonument.

## Geschiedenis
Het gebouw is ontworpen door de architect Elie Saraber en in 1867 opgeleverd als weeshuis voor de diaconie van Nederduitsch Hervormde Gemeente in Den Haag. Het was op dat moment een van de grootste gebouwen in Den Haag. Het weeshuis bood plaats aan 300 wezen (150 jongens en 150 meisjes) maar die maximale capaciteit is nooit bereikt.
Het gebouw is tot 1942 als weeshuis in gebruik geweest. In maart van dat jaar werd het pand door de bezetter gevorderd en tot het einde van de oorlog gebruikt voor het verhoren, martelen en opsluiten van "politieke gevangenen". Na de oorlog werden er onder andere Canadese militairen ingekwartierd, in afwachting van hun repatriëring. Kort daarop werd het gebouw in gebruik genomen door de Nederlandse rijksoverheid, waarbij verschillende diensten elkaar in de loop van de jaren afwisselden, waaronder Rijkswaterstaat. 
Eind jaren '80 wilde de Rijksgebouwendienst van het gebouw af en zegde de huur op. Daarmee viel het pand terug in handen van de diaconie, die zich echter geen raad wist met het enorme gebouw: aan dergelijk grootschalige opvang van wezen bestond geen behoefte meer, en bovendien was het pand behoorlijk "uitgewoond" door talloze grote en kleine verbouwingen en aanpassingen na circa 40 jaar gebruik als kantoorgebouw.

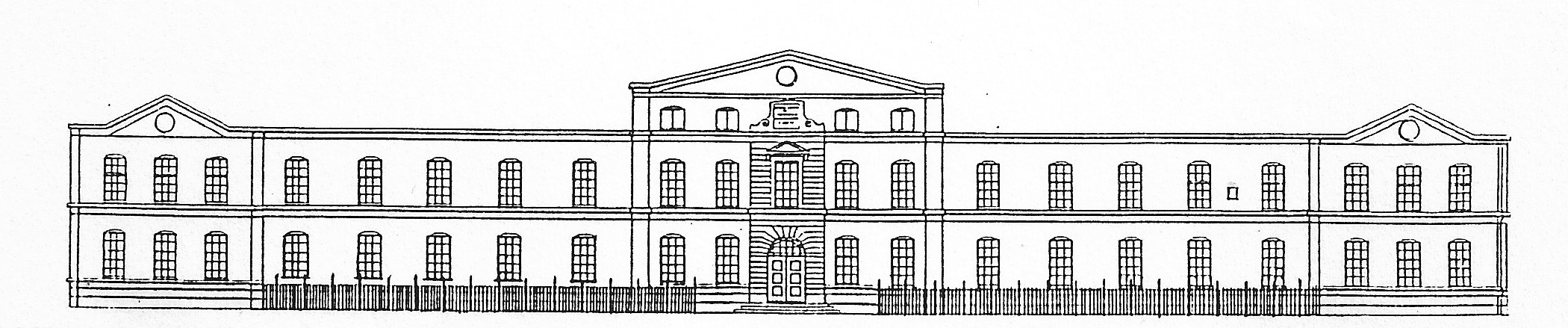
Detail ontwerp Saraber

In overleg met de gemeente Den Haag werd besloten het gebouw te verbouwen tot appartementencomplex met  84 koopappartementen, met behoud van de karakteristieke eigenschappen van het eclectische ontwerp van Saraber. De bij die verbouwing betrokken projectontwikkelaar verzon de naam "Bastion le Roi" en zo staat de VvE ook in het Handelsregister ingeschreven. 